# Blennius
Genre
Blennius est un genre de poissons marins de la sous-famille des Blenniinae (famille des Blenniidae, les « blennies »).
Ce genre, décrit par Linné en 1758, était à l'origine le seul genre de blennies. On lui attribua donc plusieurs centaines d'espèces de blennies au cours de l'histoire de la biologie, mais l'essentiel d'entre elles a été reclassé dans d'autres genres de la famille des Blenniidae. Ainsi, les sources anciennes décrivent souvent beaucoup plus de Blennius qu'on ne compte aujourd'hui. 

## Liste d'espèces
Selon World Register of Marine Species (28 janvier 2025) :
- Blennius normani Poll, 1949
- Blennius ocellaris Linnaeus, 1758 -- Blennie ocellée

## Systématique
Le nom valide complet (avec auteur) de ce taxon est Blennius Linnaeus, 1758.
Blennius a pour synonymes :
- Adonis Gronow, 1854
- Bennius